# Eaton Corporation
Eaton Corporation (NYSE: ETN) – przedsiębiorstwo dostarczające podzespoły i systemy producentom z różnych gałęzi przemysłu, z siedzibą w Dublinie w Irlandii i w Cleveland, Ohio.
Eaton jest producentem systemów zarządzania energią elektryczną, komponentów hydraulicznych i pneumatycznych dla producentów maszyn ciężkich i lotnictwa, a także podzespołów i części dla przemysłu motoryzacyjnego.
Eaton zatrudnia 82 tysięcy pracowników na całym świecie i sprzedaje swoje produkty w 150 krajach.
Pomimo odmiennego profilu produkcji wszystkie jednostki Eaton charakteryzuje jednolity system zarządzania biznesem, tzw. Eaton Business System.

## Eaton w Polsce
W Polsce Eaton zlokalizował zarówno zakłady produkcyjne, jak i centra sprzedaży. Dwa przedsiębiorstwa produkcyjne, w Bielsku-Białej i w Tczewie, wytwarzają podzespoły dla potrzeb przemysłu samochodowego. Trzeci zakład, także w Tczewie, produkuje skrzynie biegów dla producentów samochodów ciężarowych. W Tczewie mieści się również centrum inżynieryjne.